# Каршакевич Валерій Юрійович
Валерій Юрійович Каршакевич (біл. Валерый Юр'евіч Каршакевіч; нар. 15 лютого 1988, Краснодар, РРФСР) — білоруський футболіст, захисник казахстанського клубу «Кизилжар».

## Клубна кар'єра
Народився у Краснодарі на батьківщині матері, у віці 4-5 років разом з батьками переїхав у Мар'їну Горку, де й почав займатися футболом. Певний проміжок часу займався у школі мінського «Динамо». Дорослу футбольну кар'єру розпочинав у «Молодечно», потім грав за дубль солігорського «Шахтаря» та новополоцького «Нафтана». З 2009 року — гравець жодинського «Торпедо», з 2010 регулярно потрапляв до основного складу.
У серпні 2013 року виїхав із Жодино та став гравцем берестейського «Динамо». У Бересті одразу закріпився в основному складі, грав на позиції центрального захисника, тим самим заміняв травмованого капітана команди Євгена Клопоцького.
У січні 2014 року підписав контракт із бобруйскою «Білшиною». Грав на позиції центрального захисника, де чергувався з Михайлом Горбачовим та Артемом Бобухом.
У січні 2015 року після закінчення контракту залишив «Білшину». У лютому став гравцем мікашевицького «Граніту». Спочатку був основним центральним захисником, але з літа почав виходити на заміну.
У січні 2016 року став гравцем клубу «Торпедо-БелАЗ». У сезоні 2016 років залишався одним із основних центральних захисників жодинців. У січні 2017 року залишив клуб та приєднався до «Слуцька». Згодом тимчасово залишив команду для перегляду в «Іртиші», проте повернувся і в лютому підписав контракт зі «Слуцьком». Закріпився як основний центральний захисник случан, у сезоні 2017 років без замін зіграв у всіх 30 матчах команди у Вищій лізі.
У січні 2018 року за згодою сторін залишив «Слуцьк» й незабаром приєднався до «Гомеля». Був провідним гравцем команди. У серпні 2018 року залишив гомельський клуб та поповнив склад «Смолевичів», де також швидко став основним гравцем.
У лютому 2019 року став гравцем мінського «Променя». Це 11-ий клуб футболіста. Незабаром команду об'єднали з могильовським «Дніпром», і захисник став гравцем тієї самої об'єднаної команди. Спочатку залишався на лаві запасних, згодом почав з'являтися у стартовому складі могильовчан.
У серпні 2019 року перейшов до російського клубу «Мордовія», але до зими не зміг зіграти за нього через заборону реєстрації нових гравців. У січні 2020 року, так і не зігравши за «Мордовію», підписав контракт із казахстанським «Таразом». У сезоні 2020 року залишався гравцем стартового складу, однак у лютому 2021 року новий тренер «Тараза» Вардан Мінасян перестав розраховувати на білоруського захисника.
У березні 2021 року перейшов до «Кизилжара».

## Кар'єра в збірній
У 2008 році зіграв один матч за молодіжну збірну Білорусі.

## Досягнення
- Кубок Білорусі
  -  Володар (1): 2015/16

## Статистика виступів
| Сезон       | Дивізіон | Клуб             | Країна    | Матчі | Голи |
| ----------- | -------- | ---------------- | --------- | ----- | ---- |
| 2005 (1)    | Д3       | «Молодечно»      | Білорусь  | 10    | 0    |
| 2005 (2)    | дубль    | «Шахтар»         | Білорусь  | 8     | 0    |
| 2006        | дубль    | «Шахтар»         | Білорусь  | 24    | 0    |
| 2007        | дубль    | «Шахтар»         | Білорусь  | 26    | 0    |
| 2008        | дубль    | «Нафтан»         | Білорусь  | 21    | 1    |
| 2009        | Д1       | «Торпедо»        | Білорусь  | 1     | 0    |
| 2010        | Д1       | «Торпедо»        | Білорусь  | 22    | 1    |
| 2011        | Д1       | «Торпедо-БелАЗ»  | Білорусь  | 30    | 0    |
| 2012        | Д1       | «Торпедо-БелАЗ»  | Білорусь  | 17    | 1    |
| 2013 (1)    | Д1       | «Торпедо-БелАЗ»  | Білорусь  | 8     | 1    |
| 2013 (2)    | Д1       | «Динамо-Берестя» | Білорусь  | 13    | 0    |
| 2014        | Д1       | «Білшина»        | Білорусь  | 27    | 2    |
| 2015        | Д1       | «Граніт»         | Білорусь  | 21    | 1    |
| 2016        | Д1       | «Торпедо-БелАЗ»  | Білорусь  | 20    | 1    |
| 2017        | Д1       | «Слуцьк»         | Білорусь  | 30    | 0    |
| 2018 (1)    | Д1       | «Гомель»         | Білорусь  | 16    | 0    |
| 2018 (2)    | Д1       | «Смолевичі»      | Білорусь  | 12    | 3    |
| 2019 (1)    | Д1       | «Дніпро»         | Білорусь  | 8     | 0    |
| 2019/20 (1) | Д2       | «Мордовія»       | Росія     | 0     | 0    |
| 2020        | Д1       | «Тараз»          | Казахстан | 20    | 1    |

## Громадянська позиція
Після жорстокого розгону акцій протесту, спричиненого масовими фальсифікаціями на президентських виборах 2020 року, побиттям і катуваннями затриманих демонстрантів, він та ще 92 білоруські футболісти засудили насильство в Білорусі.